# Adranes angustus
Adranes angustus är en skalbaggsart som beskrevs av Thomas Casey 1924. Adranes angustus ingår i släktet Adranes och familjen kortvingar. Inga underarter finns listade i Catalogue of Life.